# Rotleibiger Grashüpfer

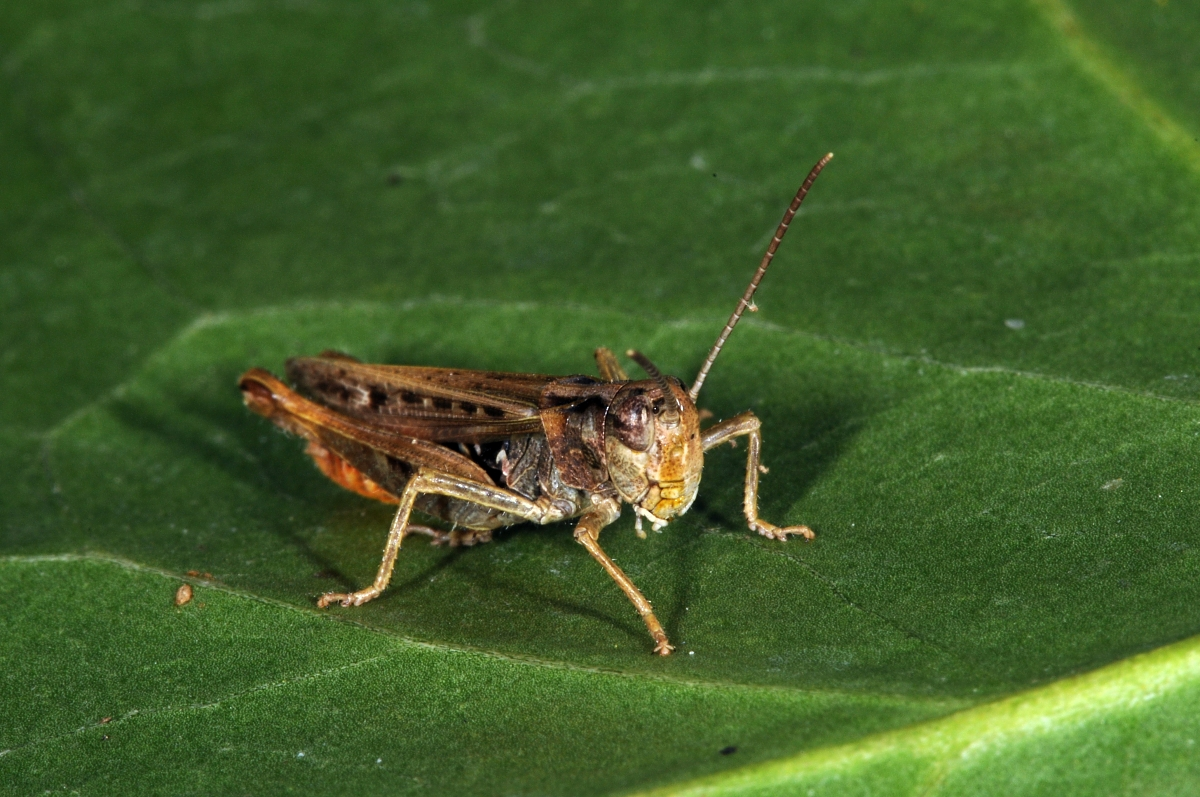
Männchen

Der Rotleibige Grashüpfer (Omocestus haemorrhoidalis) ist ein Grashüpfer aus der Familie der Feldheuschrecken (Acrididae).

## Merkmale
Namensgebend ist die rote Färbung des Hinterleibes (Abdomen) der Männchen. Die männlichen Tiere sind relativ klein, nur etwa zehn bis 14 Millimeter lang, und sind die in Deutschland kleinste Art innerhalb der Gattung Omocestus. Die Weibchen sind deutlich größer und sehr schwer von anderen Omocestus-Arten zu unterscheiden. Typisch ist der Gesang der Männchen, eine kurze ansteigende Strophe von nur zwei Sekunden Dauer, die eilig und energisch klingt und deren Beiklang als „schabend“ beschrieben wird.
Die Weibchen können leicht mit Myrmeleotettix maculatus verwechselt werden, die Männchen mit Stenobothrus stigmaticus.

## Vorkommen
Der Rotleibige Grashüpfer ist eine Zeigerart für stark wärmegeprägte lokale Klimate. Er bewohnt vegetationsarme, sandige bis steinige Bodenstellen, gern auch angrenzend an Grasbestände. Er wird in der Literatur als rein trockenheitsliebend beschrieben. Typische Fundstellen sind deshalb Offenstellen in Heiden, Steinbrüchen und Trockenrasen, Binnendünen und geschotterte Wege.
Adulte Tiere können von Anfang Juli bis Oktober beobachtet werden.

## Verbreitung
Der Rotleibige Grashüpfer ist generell im Süden von Deutschland mehr verbreitet. In Hamburg ausgestorben, gilt er in Schleswig-Holstein und Rheinland-Pfalz als vom Aussterben bedroht, in Niedersachsen, Hessen und Baden-Württemberg als stark gefährdet. In Sachsen ist ein Rückgang der Populationen besonders im montanen Bereich zu verzeichnen. In Nordrhein-Westfalen und Bayern ist die Art derzeit nicht bedroht. In der Roten Liste gefährdeter Tiere Deutschlands wird der Rotleibige Grashüpfer mit Status „G“ (Gefährdung anzunehmen, aber Status unbekannt) genannt.